# Kubilay Öztürk
Kubilay Öztürk (* 12. April 1997) ist ein österreichisch-türkischer Fußballspieler.

## Karriere
Öztürk begann seine Karriere in Österreich beim USV Leopoldskro/Moos. 2010 kam er in die Jugend des SV Austria Salzburg. Anfang Mai 2016 stand er im Spiel gegen den LASK Linz erstmals im Profikader. Am letzten Spieltag der Saison 2015/16 gab er schließlich sein Profidebüt, als er im Auswärtsspiel gegen die Kapfenberger SV in der Schlussphase eingewechselt wurde. Mit der Austria musste er nach Saisonende den Gang in die Regionalliga antreten.
Nachdem die Austria auch aus der Regionalliga abgestiegen war, wechselte er zur Saison 2017/18 zum Regionalligisten USK Anif. Im Sommer 2020 wechselte er nach Deutschland zum unterklassigen ESV Freilassing. Im Jänner 2023 wechselte er zurück nach Österreich und schloss sich der viertklassigen ASV Salzburg an.